# Anacapa Island

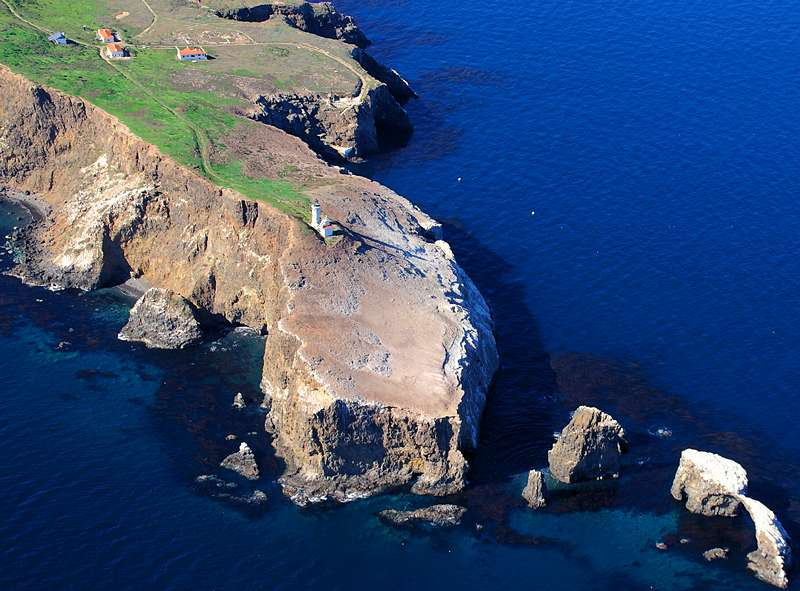
Luchtfoto met op de voorgrond de vuurtoren

Anacapa Island is een klein langgerekt vulkaaneiland, dat ongeveer 23 kilometer voor de westkust van Californië ligt en bestuurlijk gezien onder Ventura County valt. Het eiland is een van de Channel Islands en maakt deel uit van het Channel Islands National Park. Het bestaat eigenlijk uit drie kleine eilandjes (East Island, Middle Island en West Island), die een gezamenlijke oppervlakte van 2,947 km² hebben. Het hoogste punt is Summit Peak 2, die 283 meter hoog is.